# Словенски весник
Словенски весник је научни зборник радова, који је постао «први покушај у руској литератури да се у посебном издању изузетно место да изучавању Словенске књижевности, давнинама и народности»; издавао се у Вороњежу од 1866. до 1917. године као специјализовани додатак часопису Филолошке белешке под редакцијом А. Хованског. 

## Историја оснивања
Иницијатива за оснивање посебног додатка под именом Словенски Весник припадала је «цењеном и најближем» сараднику часописа П. Гилтебрандту. Године 1863. у новинама И. Аксакова «Дан» изашао је чланак Гилтебрандта, у којем се говорило о израженој потреби за издањем сличног карактера. Ипак, аутор је исказивао сумње да ће се наћи људи способни за хватање у коштац са оваквим послом, а показаће се да је такав човек А. Ховански. 

## Словенски весник, 1866
У зборнику су штампани чланци познатих руских и источноевропских лингвиста, као што су А. Афанасјев, И. Бодуен де Куртене, Н. Бунаков, А. Бем, Ј. Грот, Н. Задерацки, Л. Каравелов, Н. Карејев, М. Колосов, А. Кочубински, Н. Лавровски, В. Макушев и др. Карактеристично је да је питање о оснивању Словенског весника било постављено уочи организовања Словенског конгреса у Москви 1867. године.
Оснивач Весника сматрао је да је главна идеја издања «духовна комуникација свих словенских народности». Научно одређење руског у низу «санскритских» и словенских језика постало је «први задатак» издавача у новом зборнику, док је «други задатак» био —
«посебно се бавити словенским светом, упознавати читаоце са историјом књижевности, животом и обичајима разних словенских племена, као и уопште с њиховим давнинама и народностима, са споменицима, обрасцима народног стваралаштва».
У предговору на почетку издања Ховански је истакао основне разлоге и проблеме, који су га побудили на овај пројекат. Уредник је објашњавао потребу да се појави специјални додатак одсуством веродостојних информација једних словенских народа о другим словенским народима, а  кључним је сматрао питање о свесловенском књижевном језику и о способности руског језика да то постане. Ове теме Ховански је предложио за разматрање већ у предовору на почетку издања. Словенски весник излазио је до 1917. године и престао је да постоји заједно за Филолошким белешкама.
Године 2016. на 150-годишњи јубилеј издања, под окриљем Фонда Хованског била су припремљена за репринт три тома радова из зборника Словенски весник за 1866-1885 годину. У зборник су ушли радови А. Афанасјева, Ј. Грота, И. Бодуена де Куртенеа, Н. Карејева и др.
У 2019. години Cлавистичко друшство Србиje објавио је у часопису Славистика  чланак «Српске странице у Словенском веснику» са прегледом публикација посвећених српском језику и књижевности.

### Јубиларни број
У децембру 2016. на нивоу катедре за словенску филологију Вороњешког државног универзитета одржана је међународна научно-практична конференција «Словенски весник: историја и перспективе» и био је објављен јубиларни зборник. У припреми материјала за зборник учествовали су научници из Белорусије, Грузије, Јерменије, Јорданa, Македоније, Украјине, Пољске, Русије и Чешке. У објављеним радовима била су разматрана различита питања славистике, фолклористике, фразеологије, етнографије, превођења и историје, као и различные граматике и њеног филозофског садржаја. Посебну пажњу аутори су посветили и фундаменталном и вечном питању словенске етимологије. Поздравно писмо организаторима конференције упутио је директор Института славистике РАН К. Никифоров. 

### Значај зборника
У тренутку појављивања Словенског весника у Руској империји није било ни једног сличног специјализованог издања. У то време Известија императорске Академије наука Одељења руског језика и књижевности, које су се издавале у Петербургу од 1852. до 1863.г, престале су да постоје све до 1896. године. На тај начин у значајном временском периоду издање Хованског није имало конкурената.
Појављивање Словенског весника дало је нови импулс изучавању словенске митологије, у зборнику су о овој теми радове објављивали Д. Шепинг, Ф. Буслајев, А. Афанасјев, А. Потебња, Н. Карејев и други. 1884. године изашао је чланак Лудовика Лежеа «Краткий очерк славянской мифологии», који је садржао подробни библиографски преглед савремених публикација на дату тему, а 1907. године у зборнику је био објављен превод његове «Словенске митологије».

## Словенски весникна Московском државном универзитету
Године 2003. на Московском државном универзитету почела је публикација зборника научних радова Словенски весник, који је постао продужетак званичног штампаног гласила катедре словенске филологије — зборника Словенска филологија, издаваног од 1951. до 80-их година XX века. Први број изашао је у част 60-годишњице катедре и 250-годишњице Московског државног универзитета. 